# Ralt
Ralt – australijski/brytyjski konstruktor jednomiejscowych samochodów wyścigowych oraz zespół wyścigowy, założony w 1974 roku przez byłego asystenta Jacka Brabhama – Rona Tauranaca po odsprzedaniu zespołu Brabham Berniemu Ecclestonowi. Tauranac wraz z bratem Austinem nadali ekipie nazwę RALT Racing (Ron and Austin Lewis Tauranac). Siedziba firmy znajduje się w Oxfordshire.

## Konstruktor

### Formuła 2
Od 1975 roku Ralt rozpoczął produkcję podwozi używanych w wyścigach Formuły 2. W 1980 roku firma rozpoczęła współpracę z Hondą. Z nią też odnosiła sukcesy w latach 1981, 1983 oraz 1984, kiedy to Geoff Lees, Jonathan Palmer oraz Mike Thackwell zdobywali mistrzowskie tytuły w samochodach Ralta.

### Inne serie

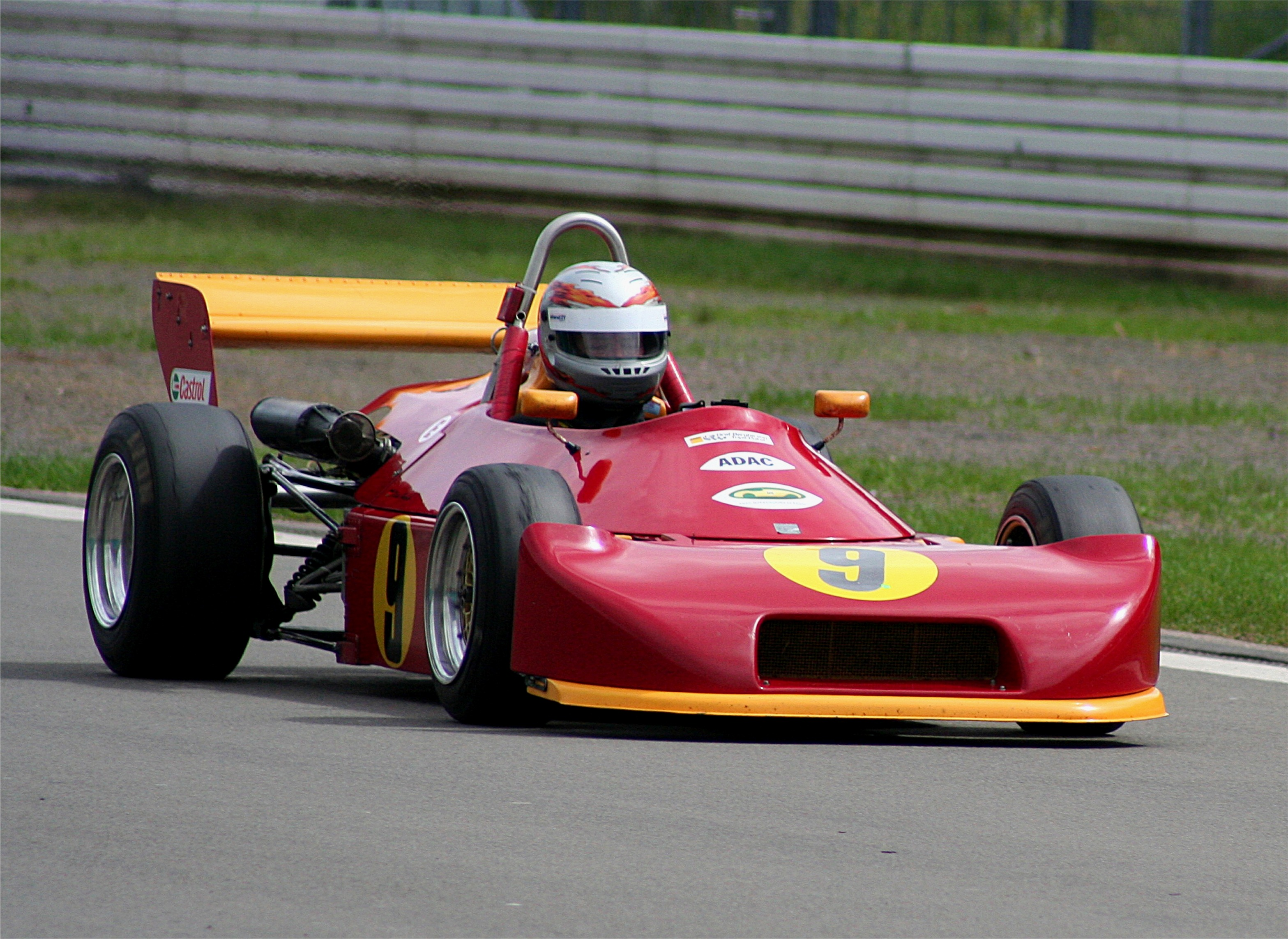
Ralt RT1

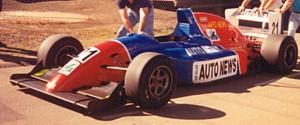
Ralt RT23

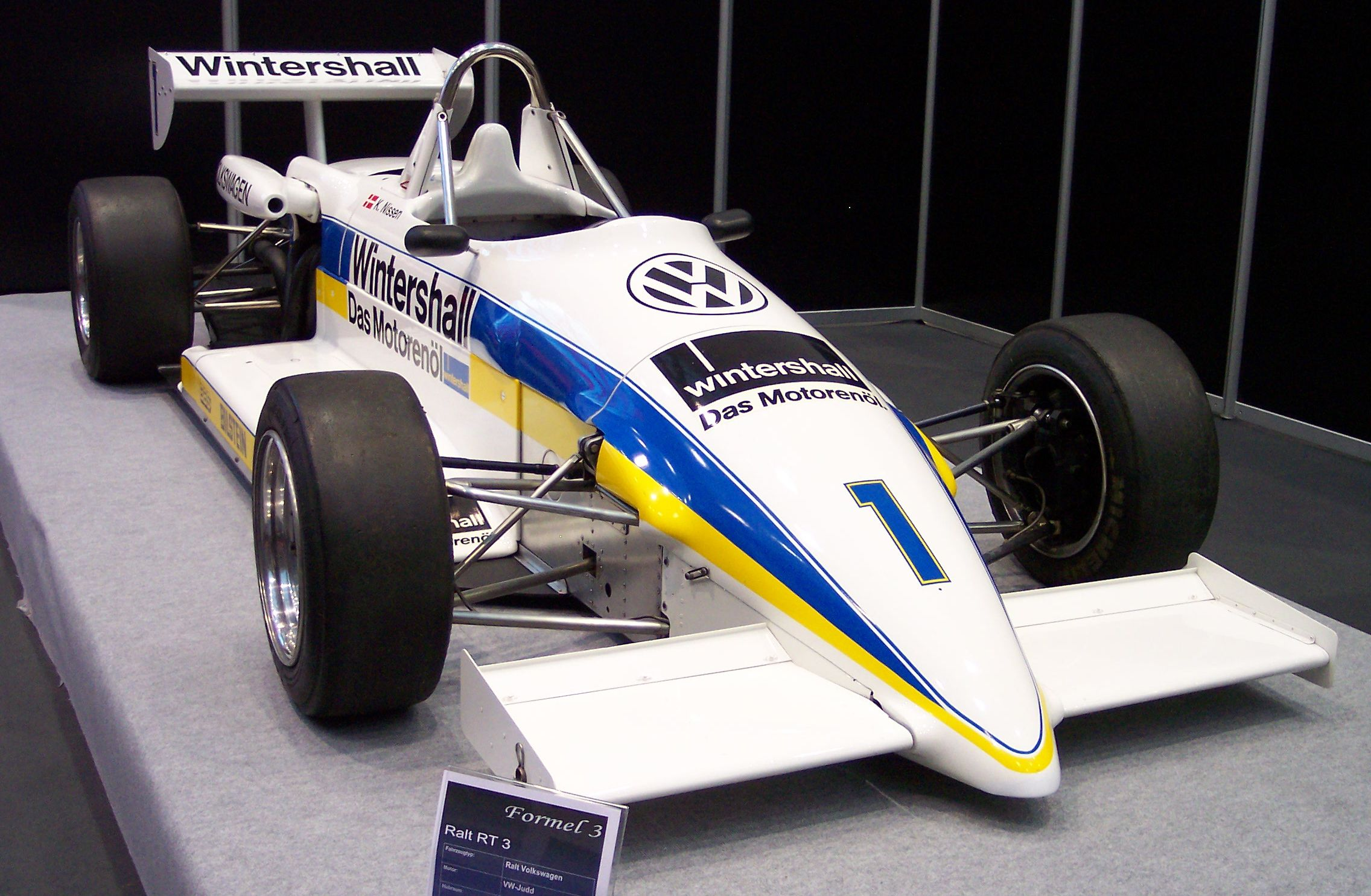
Ralt RT3

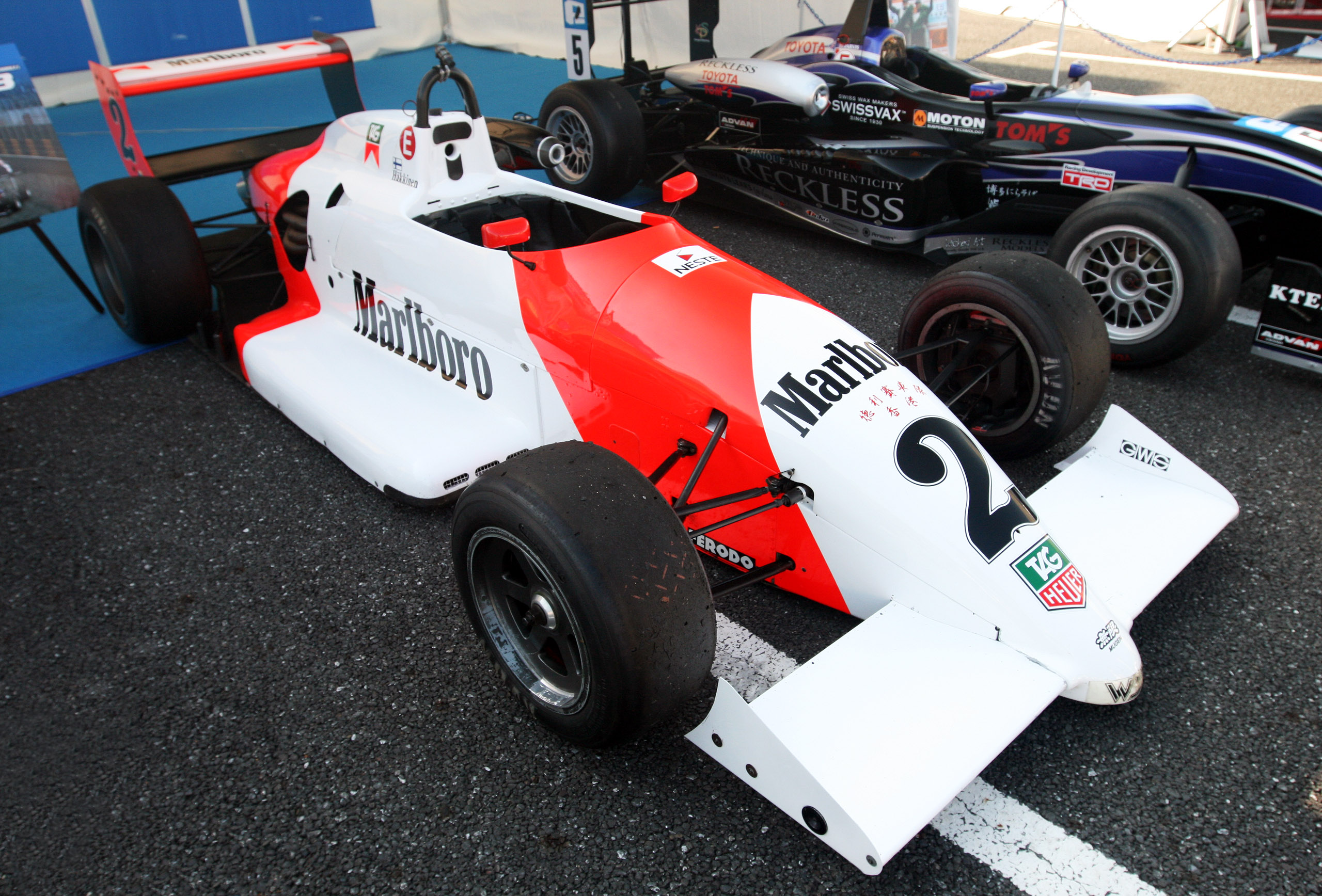
Ralt RT34

W międzyczasie firma produkowała również samochody dla zespołów Europejskiej Formuły 3 (Ralt RT3), Niemieckiej Formule 3, Włoskiej Formuły 3, Brytyjskiej Formuły 3, Amerykańskiej Formuły 3, Formuły Atlantic, CanAm series, Formuły Super Vee, Australijskiej Formuły 1, Formuły Mondiali Australian Drivers' Championship. W tych też seriach ekipa wywalczyła następujące mistrzowskie tytuły:
- 1975: Europejska Formuła 3 (Larry Perkins)
- 1976: Niemiecka Formuła 3 (Bertram Schäfer)
- 1977: Włoska Formuła 3 (Elio de Angelis)
- 1978: Europejska Formuła 3 (Jan Lammers)
- 1978: Niemiecka Formuła 3 (Bertram Schäfer)
- 1980: Brytyjska Formuła 3 (Stefan Johansson)
- 1981: Brytyjska Formuła 3 (Jonathan Palmer)
- 1982: Brytyjska Formuła 3 (Tommy Byrne)
- 1983: Europejska Formuła 3 (Pierluigi Martini)
- 1983: Brytyjska Formuła 3 (Ayrton Senna)
- 1984: Brytyjska Formuła 3 (Johnny Dumfries)
- 1984-1985: Australian Drivers' Championship (John Bowe)
- 1986: Australian Drivers' Championship (Graham Watson)
- 1987: Australian Drivers' Championship (David Brabham)
- 1988-1989: Australian Drivers' Championship (Rohan Onslow)
- 2000: Amerykańska Formuła 3

### Formuła 3000
W 1985 roku, kiedy Formuła 3000 zmieniła Europejską Formułę 2 Ralt (oprócz prowadzenia własnego zespołu wyścigowego) rozpoczął produkcję podwozi dla zespołów tej serii. RT20 wykorzystywany w 1986 roku był zbudowany z aluminium i został wyprodukowany do współpracy z silnikami Judd. Dwa lata później RT22 został już wyprodukowany z włókna węglowego. Po 1988 roku firma nie udzielała się już w Formule 3000 jako niezależny konstruktor.

### Sprzedaż firmy i powstanie „nowego” Ralt
W 1988 roku ekipa nie był zadowolona z samochodu wykorzystywanego w Formule 3000. Poza tym również wyniki na amerykańskim rynku były dużo słabsze. Ron Tauranac postanowił sprzedać firmę. Ostatecznie w październiku 1988 roku firma została wykupiona przez grupę March Engineering, za niewiele ponad milion funtów.
W 1993 roku część grupy March związana z dawnym ekipą Ralt została wykupiona przez Andrew Fittona oraz Steve’a Warda. W związku z tym Ron Tauranac opuścił zespół. Ward rozpoczął działania oddzielne względem March, korzystając z nazwy Ralt. Firma działa do dziś, jednak jej samochody pojawiają się w Formule 3 dość sporadycznie.

## Zespół wyścigowy

### Ralt Racing
Podobnie jak w Formule 2, w latach 1985-1988 Ralt nie tylko produkował podwozia dla samochodów Formuły 3000, ale i prowadził samodzielny zespół wyścigowy. Już pierwszy sezon startów był sezonem mistrzowskim. Mike Thackwell odniósł dwa zwycięstwa, a John Nielsen jedno. Zajęli oni odpowiednio drugie i trzecie miejsce w klasyfikacji generalnej. Ralt zaś nie miał sobie równych zarówno w klasyfikacji zespołów, jak i konstruktorów. Rok później Ralt zajął już czwarte miejsce w klasyfikacji generalnej. Najlepiej wśród kierowców spisał się John Nielsen, który był szósty w klasyfikacji końcowej kierowców. W 1987 roku Ralt ponownie okazał się najlepszy. Stało się tak dzięki trzeciemu w klasyfikacji Brazylijczykowi Roberto Moreno oraz czwartemu w klasyfikacji Mauricio Gugelminowi. Ostatni sezon przed sprzedażą firmy zespół ukończył z dorobkiem czterech punktów na dziesiątym miejscu. Tylko Éric Bernard zdobył punkty.

### Ralt Australia
Po sprzedaży Ralta w Australii działalność rozpoczął zespół korzystający z nazwy firmy – Ralt Australia. Był on prowadzony przez Grahama Watsona aż do jego śmierci w 2009 roku. Zespół startował w Formule Holden oraz Australijskiej Formule 3. Mistrzowskie tytuły dla ekipy zdobywali: Will Power w 2002 roku, Daniel Gaunt w 2003 roku, Neil McFadyen w 2004 roku, Peter Hackett w 2005 roku oraz w sezonie 2009 Tom Tweedie.